# ベジャン数
ベジャン数（ベジャンすう）は、流体力学で使われる無次元数の一つ。その名はエイドリアン・ベジャンに由来する。（考案したのはBhattacharjeeらの研究グループ）以下の公式で求められる。
{\displaystyle Be={\frac {\Delta PL^{2}}{\mu \nu }}}
ここで、{\displaystyle Be}はベジャン数、{\displaystyle \Delta P}は流体の圧力の低下、{\displaystyle L}は流体の流動長、{\displaystyle \nu }は運動量の拡散率、{\displaystyle \mu }は動粘度を示している。